# The Rolling Stones (album)
The Rolling Stones a The Rolling Stones angol rockegyüttes első stúdióalbuma, mely az Egyesült Királyságban 1964. április 16-án a Decca Records gondozásában jelent meg. Az LP amerikai változata kicsit különbözőbb számokat tartalmazott, ezt Londonban 1964. május 30-án, England's Newest Hit Makers címmel adták ki, ami később az album hivatalos címe is lett.

## Felvételek
A felvételeket 1964. januárjában és februárjában a londoni Regent Sound Studios-ban készítették 5 nap alatt, az együttest akkoriban Andrew Loog Oldham and Eric Easton menedzselte. Az albumot eredetileg a Decca Records adta ki Angliában, miközben az Egyesült Államokban más változatok jelentek meg a borító hátulján. 
A számok többsége a banda R&B szeretetére utal. Mick Jagger és Keith Richards egy dalt írt az albumra a Tell Me (You're Coming Back)-et. Két számot Nanker Phelge írt – ez egy álnév, amit a banda a csoportos szerzeményekre használt 1963-tól 1965-ig. Phil Spector és Gene Pitney ketten is közreműködtek a felvételeknél, és őket általában Uncle Phil és Uncle Gene-ként is emlegették in the Phelge instrumentális számában a: Now I've Got a Witness-ben.

## Számok listája

### Angol kiadás
| A oldal | A oldal                         | A oldal                               | A oldal | A oldal | A oldal | A oldal | A oldal | A oldal | A oldal |
| #       | Cím                             | Szerző(k)                             | Hossz   |         |         |         |         |         |         |
| ------- | ------------------------------- | ------------------------------------- | ------- | ------- | ------- | ------- | ------- | ------- | ------- |
| 1.      | Route 66                        | Bobby Troup                           | 2:20    |         |         |         |         |         |         |
| 2.      | I Just Want to Make Love to You | Willie Dixon                          | 2:17    |         |         |         |         |         |         |
| 3.      | Honest I Do                     | Jimmy Reed                            | 2:09    |         |         |         |         |         |         |
| 4.      | Mona (I Need You Baby)          | Ellas McDaniel (Bo Diddley)           | 3:33    |         |         |         |         |         |         |
| 5.      | Now I've Got a Witness          | Phelge (Rolling Stones)               | 2:29    |         |         |         |         |         |         |
| 6.      | Little by Little                | Phelge (Rolling Stones), Phil Spector | 2:39    |         |         |         |         |         |         |
| 15:27   |                                 |                                       |         |         |         |         |         |         |         |

| B oldal | B oldal                      | B oldal                                     | B oldal | B oldal | B oldal | B oldal | B oldal | B oldal | B oldal |
| #       | Cím                          | Szerző(k)                                   | Hossz   |         |         |         |         |         |         |
| ------- | ---------------------------- | ------------------------------------------- | ------- | ------- | ------- | ------- | ------- | ------- | ------- |
| 1.      | I'm a King Bee               | James Moore (Slim Harpo)                    | 2:35    |         |         |         |         |         |         |
| 2.      | Carol                        | Chuck Berry                                 | 2:33    |         |         |         |         |         |         |
| 3.      | Tell Me (You're Coming Back) | Mick Jagger, Keith Richards                 | 4:05    |         |         |         |         |         |         |
| 4.      | Can I Get a Witness          | Brian Holland, Lamont Dozier, Eddie Holland | 2:55    |         |         |         |         |         |         |
| 5.      | You Can Make It If You Try   | Ted Jarrett                                 | 2:01    |         |         |         |         |         |         |
| 6.      | Walking the Dog              | Rufus Thomas                                | 3:10    |         |         |         |         |         |         |
| 17:19   |                              |                                             |         |         |         |         |         |         |         |

### Amerikai kiadás
| A oldal | A oldal                         | A oldal                               | A oldal | A oldal | A oldal | A oldal | A oldal | A oldal | A oldal |
| #       | Cím                             | Szerző(k)                             | Hossz   |         |         |         |         |         |         |
| ------- | ------------------------------- | ------------------------------------- | ------- | ------- | ------- | ------- | ------- | ------- | ------- |
| 1.      | Not Fade Away                   | Buddy Holly, Norman Petty             | 1:48    |         |         |         |         |         |         |
| 2.      | Route 66                        | Bobby Troup                           | 2:20    |         |         |         |         |         |         |
| 3.      | I Just Want to Make Love to You | Willie Dixon                          | 2:17    |         |         |         |         |         |         |
| 4.      | Honest I Do                     | Jimmy Reed                            | 2:09    |         |         |         |         |         |         |
| 5.      | Now I've Got a Witness          | Phelge (Rolling Stones)               | 2:29    |         |         |         |         |         |         |
| 6.      | Little by Little                | Phelge (Rolling Stones), Phil Spector | 2:39    |         |         |         |         |         |         |
| 13:42   |                                 |                                       |         |         |         |         |         |         |         |

| B oldal | B oldal                    | B oldal                                     | B oldal | B oldal | B oldal | B oldal | B oldal | B oldal | B oldal |
| #       | Cím                        | Szerző(k)                                   | Hossz   |         |         |         |         |         |         |
| ------- | -------------------------- | ------------------------------------------- | ------- | ------- | ------- | ------- | ------- | ------- | ------- |
| 1.      | I'm a King Bee             | James Moore                                 | 2:35    |         |         |         |         |         |         |
| 2.      | Carol                      | Chuck Berry                                 | 2:33    |         |         |         |         |         |         |
| 3.      | Tell Me                    | Mick Jagger, Keith Richards                 | 4:05    |         |         |         |         |         |         |
| 4.      | Can I Get a Witness        | Brian Holland, Lamont Dozier, Eddie Holland | 2:55    |         |         |         |         |         |         |
| 5.      | You Can Make It If You Try | Ted Jarrett                                 | 2:01    |         |         |         |         |         |         |
| 6.      | Walking the Dog            | Rufus Thomas                                | 3:10    |         |         |         |         |         |         |
| 17:19   |                            |                                             |         |         |         |         |         |         |         |

## Közreműködők

### The Rolling Stones
- Mick Jagger – ének, vokál, harmonica ("Little by Little", "I'm a King Bee"), percussion ("Not Fade Away", )
- Keith Richards – elektromos gitár, akusztikus gitár, vokál
- Brian Jones – elektromos gitár, harmonica "Not Fade Away", "I Just Want to Make Love to You", "Now I've Got a Witness", "Honest I Do" [1], percussion ("Can I Get a Witness", "You Can Make It If You Try"), vokál
- Bill Wyman – basszusgitár, vokál
- Charlie Watts – dob

### Egyéb zenészek
- Ian Stewart – zongora ("Little by Little", "Tell Me", "Can I Get a Witness", "I Just Want to Make Love to You"), organ ("Now I've Got a Witness", "You Can Make It If You Try")
- Gene Pitney – zongora ("Little by Little")
- Phil Spector – maraca ("Little by Little")
- Graham Nash – vokál ("Little by Little")
- Allan Clarke – vokál ("Little by Little")